# Radoslav
Radoslav (en búlgaro: Радослав) fue un noble búlgaro con el título de sebastocrátor entre finales del siglo XIII y principios del siglo XIV. Radoslav era el segundo hermano de tres, los otros eran Smilets y Voisil conocidos en la historia medieval por sus luchas y aspiraciones al trono búlgaro contra la dinastía Terter a finales del siglo XIII y principios del siglo XIV. El mayor de los hermanos Smilets consiguió ascender al trono de Bulgaria entre 1292 y 1298, aunque después de su muerte la hegemonía tártara se expandió, por lo que ascendió al trono el tártaro Chaka. Los hermanos Radoslav y Voisil que en ese momento estaban familiarizados con la corte bizantina, huyeron a Bizancio y con la ayuda de los Paleólogos dirigieron la lucha por la restitución de sus derechos sobre el trono búlgaro. En 1300 Chaka fue depuesto y decapitado, y su trono fue ocupado por Teodoro Svetoslav. Radoslav hizo sus reclamaciones  al trono, quien llevaba el título sebastocrátor (es decir, sólo después del rey, un título que habitualmente otorgaba la corona). Radoslav marchó con tropas bizantinas y búlgaras por sus mencionadas pretensiones hacia Tarnovo, pero fue derrotado, capturado y cegado por Aldimir, el tío Teodoro Svetoslav. Los dominios de los hermanos fueron dados a Aldimir como recompensa por su lealtad. Nada más se sabe sobre el destino posterior de Radoslav , pero lo más probable es que falleciera en el exilio con su hermano Voisil en Bizancio.